# Шулл, Ребекка
Ребекка Шулл (англ. Rebecca Schull, род. 22 февраля 1929, Нью-Йорк, Нью-Йорк) — американская актриса.
Внучка еврейского писателя Алтера Гутмана (С. Бен-Циона). Шулл родилась в Нью-Йорке в семье адвоката и выйдя в 1951 году замуж родила троих детей. Будучи домохозяйкой, в 1974 году она решила начать осваивать актёрскую профессию в Дублине, Ирландия, где вскоре и дебютировала в местной постановке. В 1975 году она вернулась в Нью-Йорк, где в следующем году дебютировала на бродвейской сцене в пьесе «Герцль». В 1980 году, Шулл начала свою телевизионную карьеру с роли в телефильме CBS «Частная битва», а в 1982-83 годах снималась в дневной мыльной опере «Одна жизнь, чтобы жить».
Шулл добилась известности благодаря своей роли Фэй Кокран в ситкоме NBC «Крылья», где она снималась с 1990 по 1997 год. На большом экране она появилась в фильмах «Моя жизнь» (1993), «Эта дикая кошка» (1997), «Анализируй это» (1999), «Анализируй то» (2002), «Потерянный рейс» (2006) и «Как малые дети» (2006). В последние годы, Шулл также появилась в сериалах «Фрейзер», «Закон и порядок» и «Схватка», а также имела второстепенную роль в «Форс-мажоры». В 2014 году она снимается в сериале ABC Family «Погоня за жизнью».

## Фильмография
- Частная битва (телефильм, 1980)
- Надежда Райан (дневная мыльная опера, 1981)
- Солдат (1982)
- Одна жизнь, чтобы жить (дневная мыльная опера, 1982—1983)
- Пойманные в тишине (телефильм, 1986)
- Хуперман (1 эпизод, 1988)
- Сент-Элсвер (1 эпизод, 1988)
- Эйзенхауэр и Лютц (1 эпизод, 1988)
- Ньюхарт (1 эпизод, 1989)
- Преступления и проступки (1989)
- Розанна (1 эпизод, 1990)
- Виновен, пока невиновность не доказана (телефильм, 1991)
- Моя жизнь (1993)
- Смертельный страх (телефильм, 1994)
- Эта дикая кошка (1997)
- Крылья (регулярная роль, 172 эпизода, 1990—1997)
- Праздник в твоем сердце (телефильм, 1997)
- Странная парочка 2 (1998)
- Анализируй это (1999)
- Фрейзер (1 эпизод, 2000)
- Закон и порядок (1 эпизод, 2000)
- Анализируй то (2002)
- Закон и порядок: Преступное намерение (1 эпизод, 2004)
- Фланелевая пижама (2006)
- Потерянный рейс (2006)
- Как малые дети (2006)
- Схватка (1 эпизод, 2010)
- Двенадцать тридцать (2010)
- Форс-мажоры (7 эпизодов, 2011—2012, 2013)
- Теория отношений Молли (2013)
- Погоня за жизнью / Chasing Life (2014—2015) — Эмма